# Kostel svatého Antonína Paduánského (Sokolov)
Kostel svatého Antonína Paduánského je bývalý římskokatolický chrám v Sokolově. Nachází se jihozápadně od centra města a je součástí areálu tamního bývalého kapucínského kláštera, se kterým je chráněn jako kulturní památka České republiky.

## Historie
Kapucíni do Sokolova přišli v roce 1663, od následujícího roku probíhala stavba kláštera s kostelem. Chrám byl vysvěcen 20. října 1667 biskupem Maxmiliánem Rudolfem Schleinitzem. Po polovině 18. století byla v chrámu postavena kruchta. V roce 1950 byl klášter uzavřen, z kostela se stalo skladiště. Roku 1961 získalo areál kláštera město, které jej od 90. let rekonstruuje. Chrám je využíván pro pořádání koncertů a výstav.

## Popis
Kostel je raně barokní stavba, postavená ve stylu typické řádové kapucínské architektury. Jednolodní obdélný kostel má dvě symetricky osazené boční kaple. Vlevo od kostela se nachází objekt Božího hrobu, vpravo otevřená kaple Olivetské hory. Kostel je neorientovaný, hlavní osa směřuje do míst, kde původně stávala městská brána. Presbytář je nižší a užší než loď a do jeho sedlové střechy je zasazena vysoká a štíhlá hranolová sanktusová věž s cibulovou bání. Průčelí je oproti terénu mírně vyvýšeno a vede k němu několik schodů. Je lemováno plochým rámem, jenž pozvolna přechází do štítu. Okraj vysokého trojúhelníkového štítu je lemován pravoúhlou římsou, na vrcholu je zakončen kamenným křížem. Vstup do kostela tvoří předsíň se sedlovou stříškou, završenou opět menším kamenným křížem. Ve východní stěně předsíně je umístěn boční vchod. V průčelí se nacházejí vysoká obdélná okna, nad nimi uprostřed kruhové okno a malá obdélná okna zdobí štít. V prostoru mezi kruhovým oknem a štítovými okny se nachází omítkovou lištou lemovaná půlkruhově ukončená plocha. Loď kostela je obdélná, zaklenutá valenou klenbou. Klenba je rozdělena do tří polí. Okna jsou zasazena v zaklenutých nikách. Poslední úsek lodi před arkádou triumfálního oblouku tvoří presbytář. Byl oddělen od lodi obdobně jako boční kaple. Boční stěny přecházejí ve středním poli do dvou symetricky umístěných bočních kaplí. Podlaha kaplí je vyvýšena o jeden schod, obdobně je tomu i u presbytáře. Při vstupní části se nalézá hudební kruchta, vestavěná kolem roku 1761.
Původní varhany pocházely z roku 1761. Jejich stavitelem byl Johann Leopold Rausch z Plzně a byly určeny pro kostel svaté Máří Magdaleny v Karlových Varech. Odtud je klášter odkoupil roku 1858. Další varhany pro kostel sestavil Martin Zaus roku 1892. Ty byly po roce 1945 odvezeny do trnavské diecéze. Současné varhany pocházejí z kláštera v Mariánské, který byl zbořen roku 1965.

### Krypta
Východní boční stěna u kruchty je prolomena vstupem do podzemní klášterní krypty. Nad obdélným portálem je vsazena kamenná deska s nápisem „Eingang zur Ruhe“. Nad portálem se nachází erb Nosticů, sahající až k okennímu parapetu. Do krypty se sestupuje schodištěm. Valeně zaklenutá krypta má délku 31 m a výšku okolo 2,8 m. Tento prostor si zvolil Jan Hartvík z Nostic na rodinnou hrobku. Jako první zde byla uložena 17. září 1681 jeho druhá manželka Eleonora Marie. Zemřela 27. března 1681 a její ostatky byly převezeny z Vídně do Sokolova.
O necelé dva roky později zde byl pohřben i Jan Hartvík. Dne 9. září 1816 si pohlédnul kryptu Josef Dobrovský, jenž podal obšírný soupis rakví. V letech 1852 až 1853 proběhla rozsáhlá přestavba, při níž byla spojena část kapucínská, kde se již od roku 1787 nepohřbívalo, s částí nosticovskou. Zároveň byl změněn přístup do krypty. Odborné záchranné práce se prováděly roku 1932. Do roku 1932 bylo v kryptě pohřbeno 52 příslušníků nosticovského rodu. Další oprava proběhla roku 1999, kdy došlo k exhumaci a ostatky byly podrobeny odbornému studiu. Dne 20. prosince 1999 byla hrobka znovu slavnostně vykropena světícím biskupem Jiřím Paďourem. Slavnostní akt se uskutečnil za účasti představitelů města, členů kapucínského řádu a veřejnosti.

## Fotogalerie

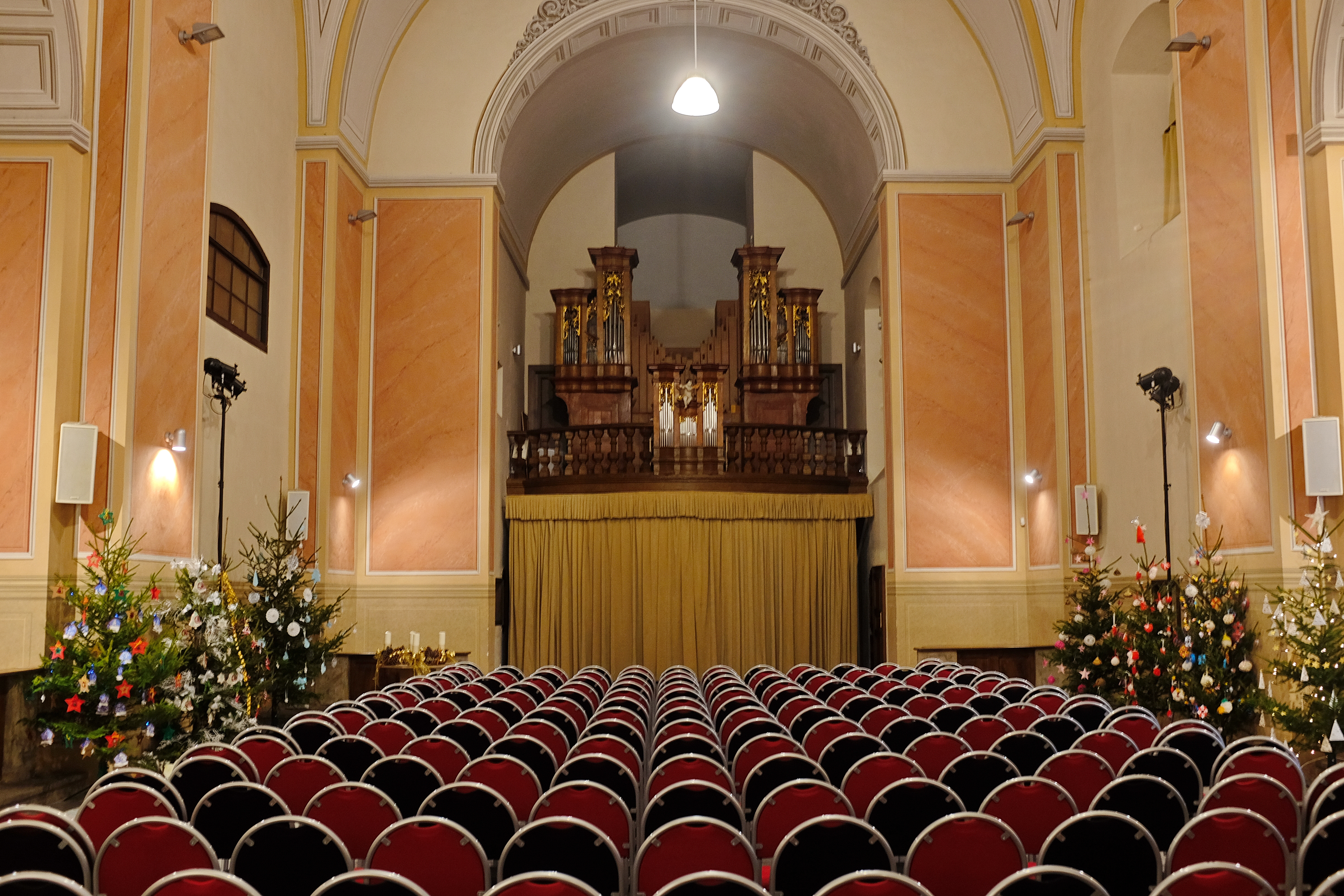
Pohled do kostela od vstupu
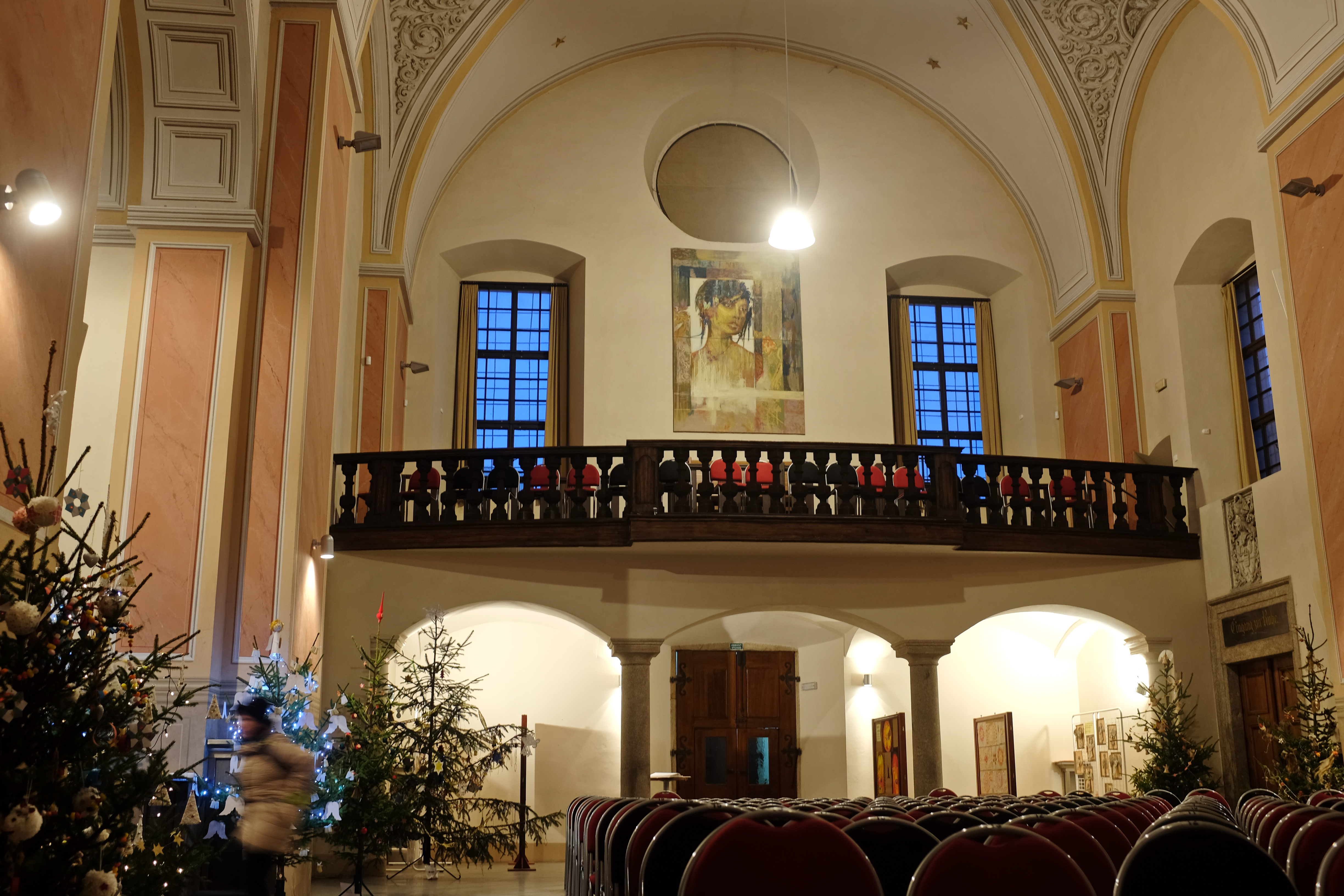
Kruchta
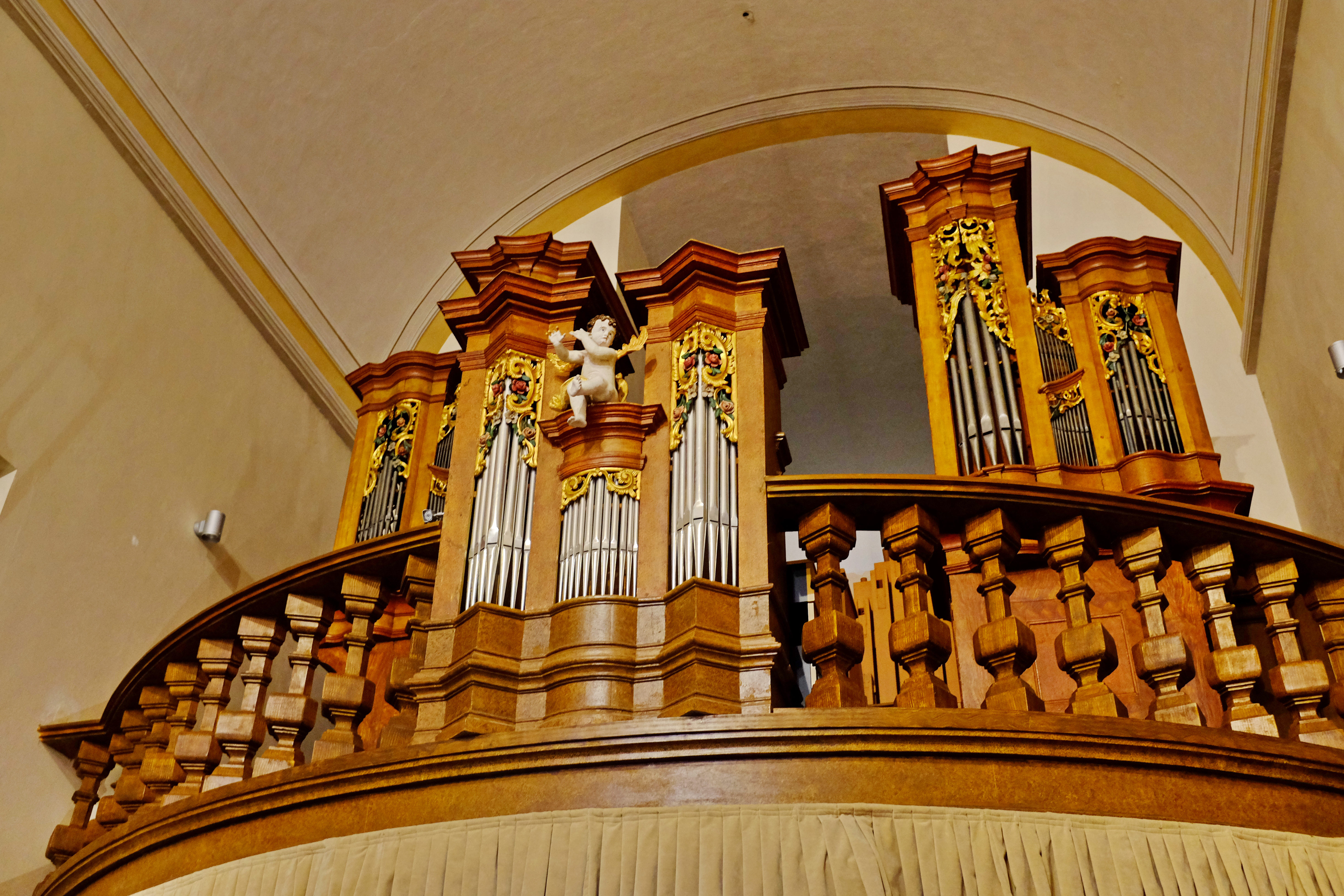
Varhany
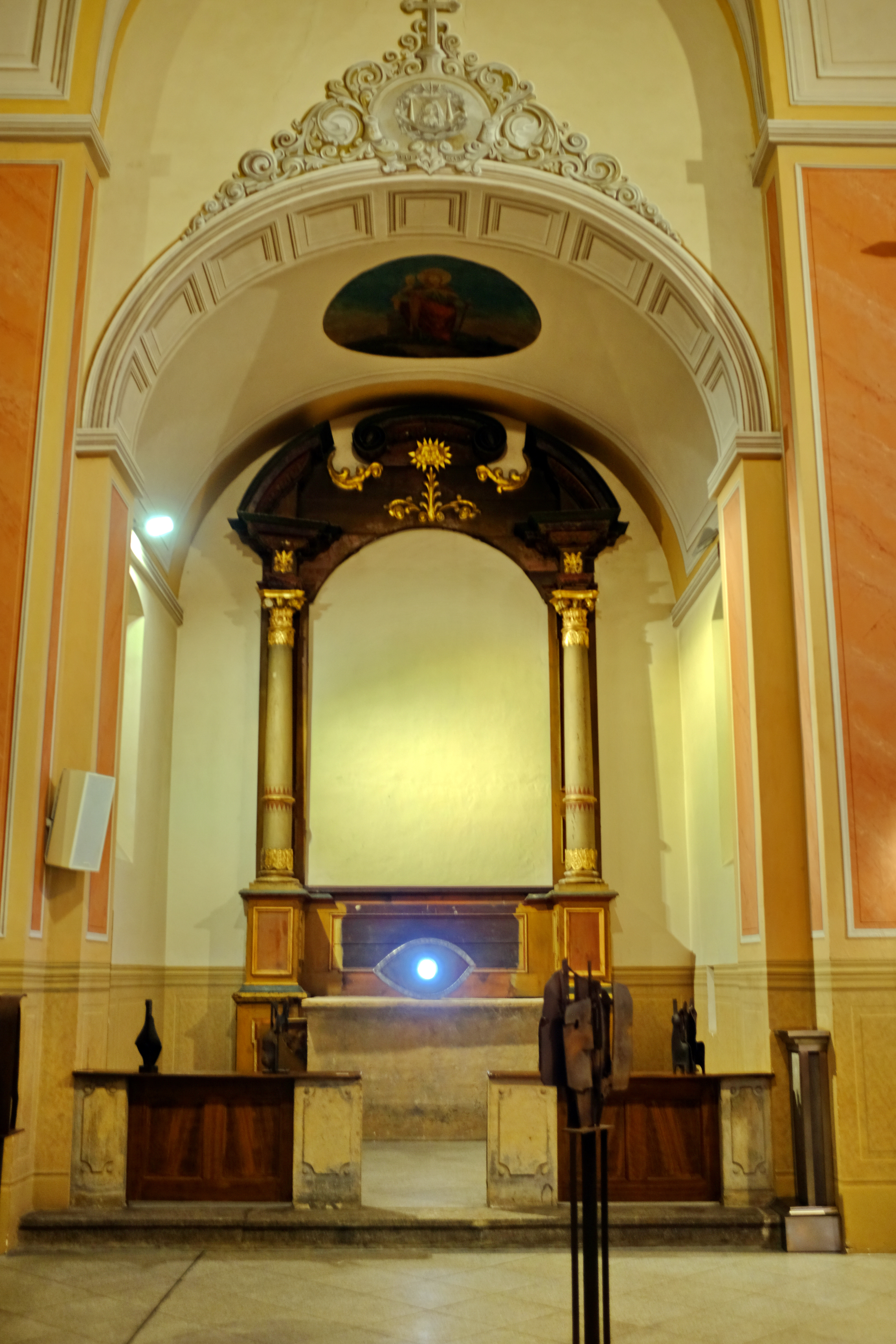
Boční kaple na epištolní straně
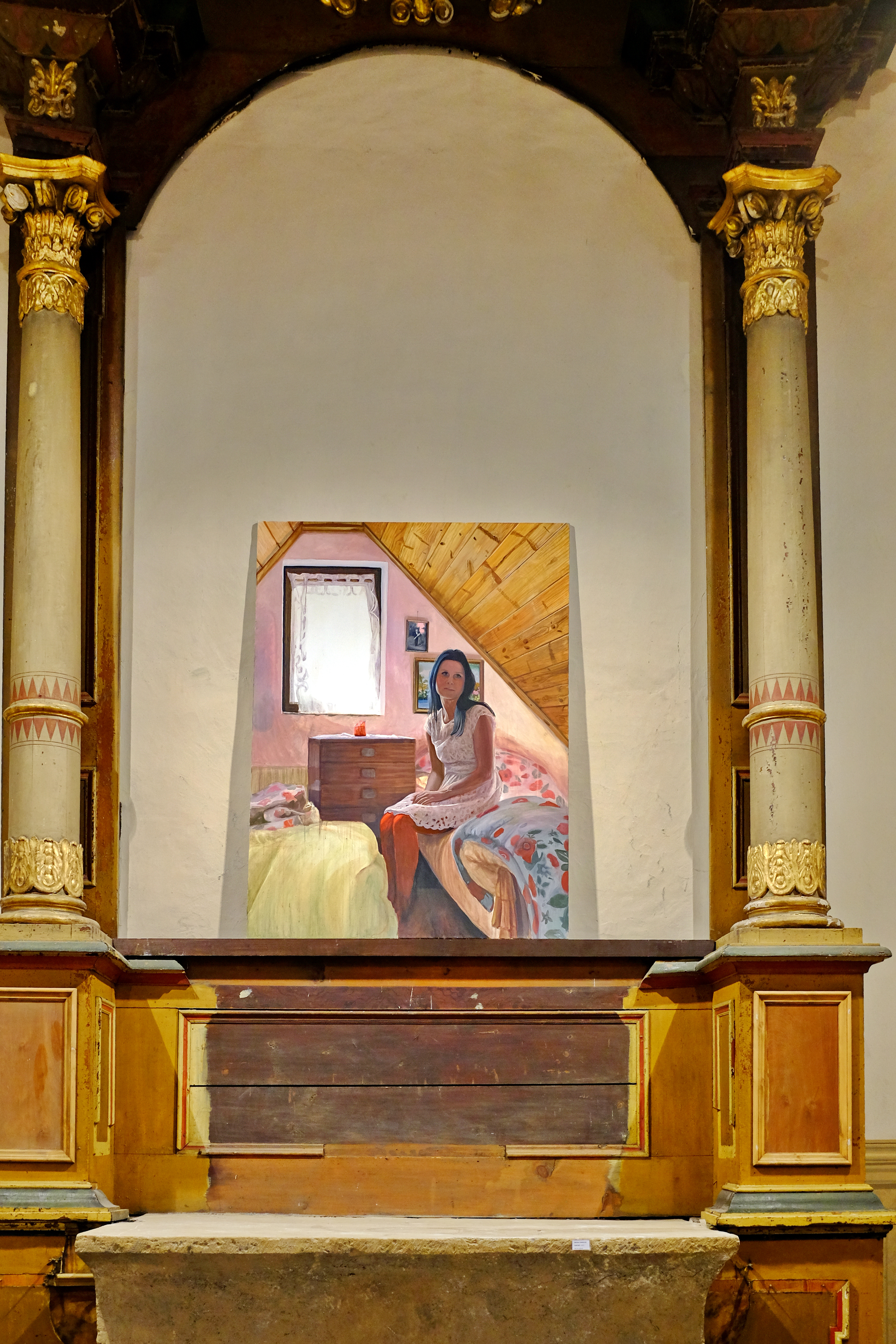
Boční kaple výstava obraz Adriany Sarnové
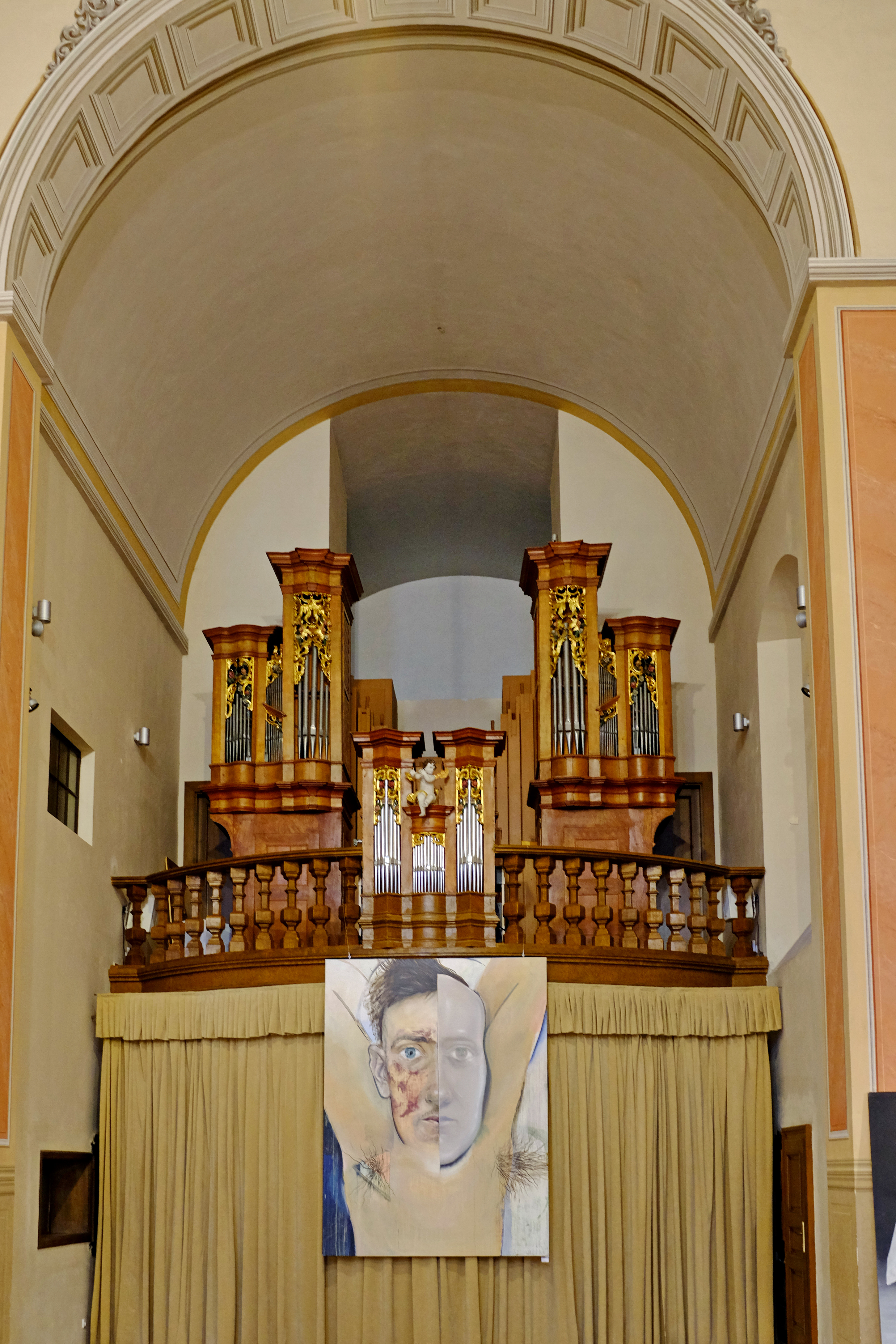
Výstava obrazů Sokolovský zázrak
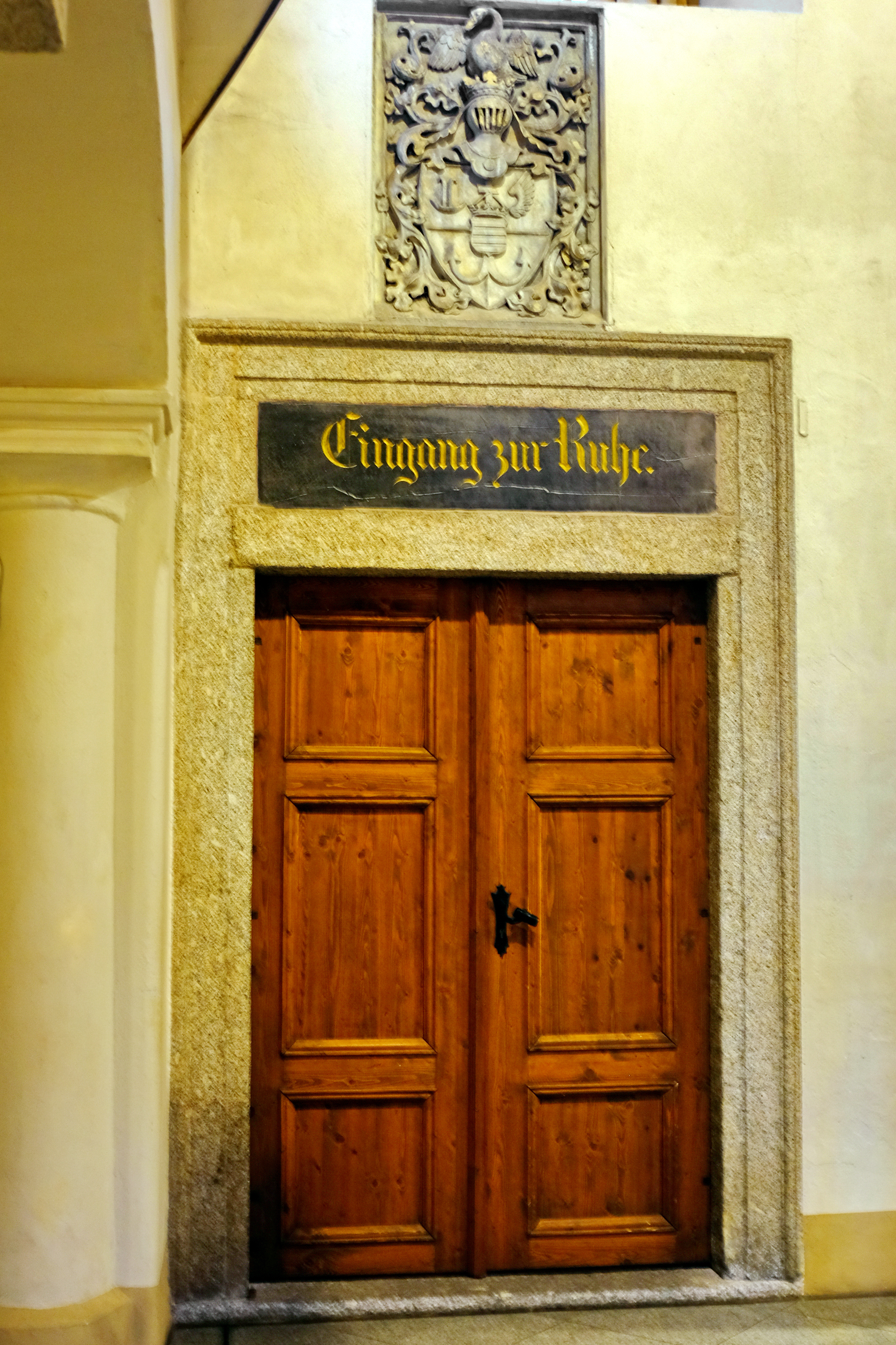
Vstup do krypty